# Diacyclops
Diacyclops is een geslacht van eenoogkreeftjes uit de familie van de Cyclopidae.

## Soorten
- Diacyclops abyssicola (Lilljeborg, 1901)
- Diacyclops alabamensis Reid, 1992
- Diacyclops albus Reid, 1992
- Diacyclops alticola (Kiefer, 1935)
- Diacyclops andinus Locascio de Mitrovich & Menu-Marque, 2001
- Diacyclops antrincola Kiefer, 1967
- Diacyclops arenosus (Mazepova, 1950)
- Diacyclops badeniae Kiefer, 1958
- Diacyclops balearicus Lescher-Moutoué, 1978
- Diacyclops bernardi (Petkovski, 1986)
- Diacyclops biceri Boxshall, Evstigneeva & Clark, 1993
- Diacyclops bicuspidatus (Claus, 1857)
- Diacyclops bisetosus (Rehberg, 1880)
- Diacyclops brevifurcus Ishida, 2006
- Diacyclops cerberus Chappuis, 1934
- Diacyclops chakan Fiers & Reid, 1996
- Diacyclops charon (Kiefer, 1931)
- Diacyclops chrisae Reid, 1992
- Diacyclops clandestinus (Yeatman, 1964)
- Diacyclops cohabitatus Monchenko, 1980
- Diacyclops conversus Reid, 2004
- Diacyclops crassicaudis (G.O. Sars, 1863)
- Diacyclops crassicaudoides (Kiefer, 1928)
- Diacyclops cristinae Pesce & Galassi, 1987
- Diacyclops cryonastes Morton, 1985
- Diacyclops danielopoli Pospisil & Stoch, 1999
- Diacyclops dimorphus Reid & Strayer, 1994
- Diacyclops disjunctus Thallwitz, 1927
- Diacyclops dispinosus Ishida, 1994
- Diacyclops ecabensis Fiers, Ghenne & Suárez-Morales, 2000
- Diacyclops einslei De Laurentiis, Pesce & Humphreys, 1999
- Diacyclops ekmani (Lindberg, 1950)
- Diacyclops elegans (Mazepova, 1962)
- Diacyclops eriophori Gurney, 1927
- Diacyclops eulitoralis Alekseev & Arov, 1986
- Diacyclops felix Pospisil & Stoch, 1999
- Diacyclops fontinalis Naidenov, 1969
- Diacyclops galbinus (Mazepova, 1962)
- Diacyclops gauthieri Green, 1962
- Diacyclops harryi Reid, 1992
- Diacyclops haueri (Kiefer, 1931)
- Diacyclops hispidus Reid, 1988
- Diacyclops humphreysi Pesce & De Laurentiis, 1996
- Diacyclops hypnicola (Gurney, 1927)
- Diacyclops hypogeus Kiefer, 1930
- Diacyclops ichnusae Pesce & Galassi, 1986
- Diacyclops ichnusoides Petkovski & Karanovic, 1997
- Diacyclops imparilis Monchenko, 1985
- Diacyclops improcerus (Mazepova, 1950)
- Diacyclops incolotaenia (Mazepova, 1950)
- Diacyclops indianensis Reid, 2004
- Diacyclops insularis Monchenko, 1982
- Diacyclops intermedius (Mazepova, 1952)
- Diacyclops iranicus Pesce & Maggi, 1982
- Diacyclops jasnitskii (Mazepova, 1950)
- Diacyclops jeanneli (Chappuis, 1929)
- Diacyclops karamani (Kiefer, 1932)
- Diacyclops konstantini (Mazepova, 1962)
- Diacyclops kyotensis ItoTak, 1964
- Diacyclops laisi Kiefer, 1936
- Diacyclops landei (Mahoon & Zia, 1985)
- Diacyclops languidoides (Lilljeborg, 1901)
- Diacyclops languidulus (Willey, 1925)
- Diacyclops languidus (Sars G.O., 1863)
- Diacyclops lewisi Reid, 2004
- Diacyclops limnobius Kiefer, 1978
- Diacyclops lindae Pesce, 1986
- Diacyclops longifurcus (Shen & Sung, 1963)
- Diacyclops maggii Pesce & Galassi, 1987
- Diacyclops michaelseni (Mrázek, 1901)
- Diacyclops minutissimus (Kiefer, 1933)
- Diacyclops mirnyi (Borutsky & Vinogradov, 1957)
- Diacyclops nagatoensis ItoTak, 1964
- Diacyclops nanus (Sars G.O., 1863)
- Diacyclops navus (Herrick, 1882)
- Diacyclops nearcticus (Kiefer, 1934)
- Diacyclops neglectus Flössner, 1984
- Diacyclops nuragicus Pesce & Galassi, 1986
- Diacyclops odessanus (Shmankevich, 1875)
- Diacyclops palustris Reid, 1988
- Diacyclops paolae Pesce & Galassi, 1987
- Diacyclops paralanguidoides Pesce & Galassi, 1987
- Diacyclops pelagonicus Petkovski, 1971
- Diacyclops pilosus Fiers, Ghenne & Suárez-Morales, 2000
- Diacyclops plattensis (Pennak & Ward, 1985)
- Diacyclops puuc Fiers, 1996
- Diacyclops reidae De Laurentiis, Pesce & Humphreys, 1999
- Diacyclops salisae Reid, 2004
- Diacyclops sardous Pesce & Galassi, 1987
- Diacyclops scanloni Karanovic, 2006
- Diacyclops skopljensis (Kiefer, 1932)
- Diacyclops skottsbergi (Lindberg, 1949)
- Diacyclops slovenicus Petkovski, 1954
- Diacyclops sobeprolatus Karanovic, 2006
- Diacyclops sororum Reid, 1992
- Diacyclops spongicola (Mazepova, 1962)
- Diacyclops stammeri (Kiefer, 1931)
- Diacyclops stygius (Chappuis, 1924)
- Diacyclops suoensis ItoTak, 1954
- Diacyclops talievi (Mazepova, 1970)
- Diacyclops tantalus Kiefer, 1937
- Diacyclops tenuispinalis Shen & Sung, 1963
- Diacyclops thomasi (Forbes S.A., 1882)
- Diacyclops trajani Reid & Strayer, 1994
- Diacyclops uruguayensis (Kiefer, 1935)
- Diacyclops versutus (Mazepova, 1961)
- Diacyclops virginianus Reid, 1993
- Diacyclops yeatmani Reid, 1988
- Diacyclops yezoensis (ItoTak, 1953)
- Diacyclops zhimulevi Sheveleva, Timoshkin, Aleksandrov & Tereza, 2010
- Diacyclops zschokkei (Graeter, 1910)